# Tikal Jets Airlines
Tikal Jets Airlines es una aerolínea desaparecida que anteriormente tenía su base en el Aeropuerto Internacional La Aurora en la Ciudad de Guatemala. La principal ruta de la aerolínea era hacia el Aeropuerto Internacional Mundo Maya, en Flores, el segundo aeropuerto internacional más importante de Guatemala. Tikal Jets también tenía destinos a diferentes aeropuertos de México, Cuba, Nicaragua y Honduras. La aerolínea inició sus operaciones en 1992 y dejó de operar en 2006.

## Historia
Tikal Jets Airlines inició sus operaciones en 1992. En noviembre de 1998 cambió de propietario para convertirse en la mayor aerolínea de Guatemala. En ese momento, Tikal Jets había tenido mucho éxito con un crecimiento constante, convirtiéndose en una de las empresas líderes en Guatemala. Había podido adquirir aviones modernos y más grandes como McDonnell Douglas DC-9. Tikal Jets Airlines se puede considerar la primera aerolínea de bajo costo de Centroamérica. Dejó de operar oficialmente el 31 de agosto de 2006.
En una carta, el presidente de Tikal Jets Airlines declaró:

Queridos amigos:
Con mucho pesar y tristeza les informamos que a partir del 31 de agosto de 2006, Tikal Jets Airlines, cancelará todas sus operaciones aéreas, como la aerolínea guatemalteca. Esta decisión se tomó, porque no encontramos todas las condiciones necesarias para desarrollarnos como Aerolínea. Tikal Jets Airlines ha alquilado sus 3 aviones DC9 a una aerolínea sudamericana, por un período de tres años. Queremos asegurarle y garantizarle que todos sus pasajeros y reservas estarán protegidos con otra aerolínea en Guatemala que también tiene la operación Guatemala - Flores - Guatemala.
TIKAL JETS AIRLINES, realmente quiere agradecerle la confianza que tuvo en nosotros, durante todos estos años trabajamos juntos. 

## Flota histórica

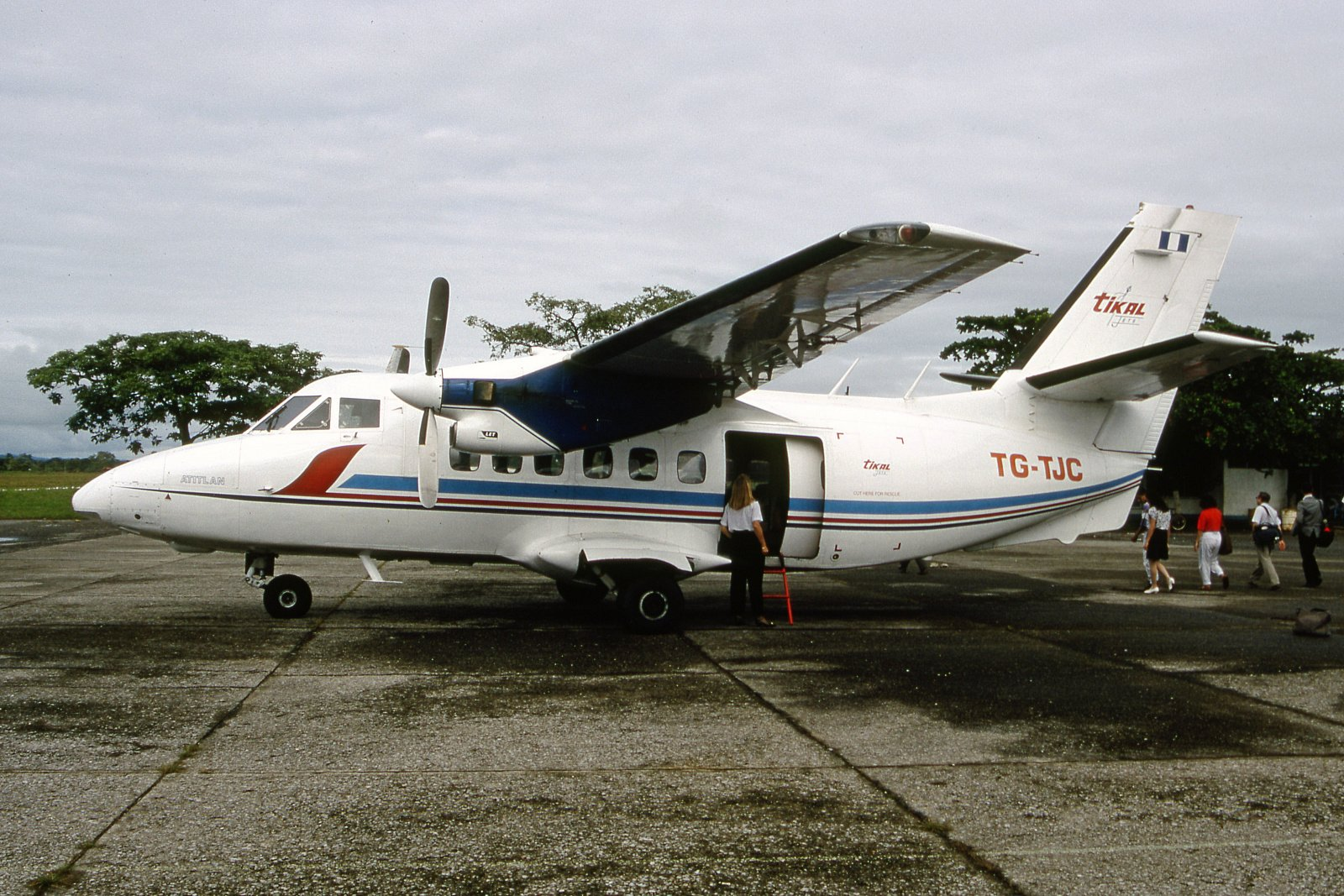
Let L-410 Turbolet de Tikal Jets Airlines en el Aeropuerto de Puerto Barrios.

| Aeronave               | Número | Introducido | Retirado | Matrículas                          |
| ---------------------- | ------ | ----------- | -------- | ----------------------------------- |
| BAC 1-11               | 2      | 1994        | 2003     | TG-TJF y TG-TJK                     |
| Grumman Gulfstream I   | 1      | 1992        | 1993     | TG-TJB                              |
| Let L-410 Turbolet     | 4      | 1993        | 2006     | TG-AGZ, TG-TJD, TG-TJH y TG-TJG     |
| McDonnell Douglas DC-9 | 4      | 2003        | 2006     | TG-JII, TG-ALE, TG-URY y TG-URY (2) |
| Short 330              | 1      | 1992        | 1998     | TG-TJA                              |

## Antiguos destinos
| Países    | Destinos            | Aeropuertos                                     |
| --------- | ------------------- | ----------------------------------------------- |
| Cuba      | La Habana           | Aeropuerto Internacional José Martí             |
| Guatemala | Ciudad de Guatemala | Aeropuerto Internacional La Aurora              |
| Guatemala | Flores              | Aeropuerto Internacional Mundo Maya             |
| Guatemala | Puerto Barrios      | Aeropuerto de Puerto Barrios                    |
| Honduras  | San Pedro Sula      | Aeropuerto Internacional Ramón Villeda Morales  |
| México    | Cancún              | Aeropuerto Internacional de Cancún              |
| México    | Ciudad de México    | Aeropuerto Internacional de la Ciudad de México |
| Nicaragua | Managua             | Aeropuerto Internacional Augusto C. Sandino     |